# Viva el lunes
Viva el lunes fue un programa de televisión chileno, producido y emitido por la señal de la Corporación de Televisión de la Universidad Católica de Chile durante 11 temporadas, entre el 16 de octubre de 1995 y el 29 de enero de 2001. La conducción del programa estuvo a cargo (en forma estable) de la Miss Universo 1987 Cecilia Bolocco, el humorista Álvaro Salas y el presentador Francisco Javier "Kike" Morandé. En sus años de emisión, se consolidó como uno de los programas de mayor audiencia y notoriedad de la televisión chilena.
El programa finalizó el 29 de enero de 2001, aprovechando la salida de Morandé, que emigró a Mega, donde comenzó su nuevo programa nocturno Morandé con compañía, mientras Salas continuó realizando otros programas en Canal 13 y Bolocco renuncia para casarse y acompañar en Argentina al expresidente Carlos Menem. También su final coincidió con la muerte de su creador y director Gonzalo Beltrán, quien falleció el 30 de enero de 2001, un día después que se emitiera el último episodio del programa.
El estudio 3 que ocupó Viva el Lunes, hoy se llama "Estudio Gonzalo Bertrán", en honor al director del espacio. Dicho estudio fue utilizado después por programas estelares como Nace una estrella (2000-2001), El lunes... sin falta (2001), Por fin es lunes (2002-2003), Aquí se pasa Mundial (2002), Vértigo (2003-2008), Mucho Lucho (2003-2006), entre otros.
Desde 2014, Viva el lunes, es retransmitido en Rec TV.
Entre el 16 de noviembre y el 10 de diciembre de 2015 al mediodía, Canal 13 emitía ReViva El Lunes, una recopilación con lo mejor de los 6 años del programa, en reemplazo de Homenaje gigante.

## Viva el Mundial
En 1998, con ocasión de la Copa Mundial de Fútbol realizada en Francia, Canal 13 emitió Viva el lunes bajo el nombre Viva el Mundial, con sus tres presentadores habituales, Bolocco, Morandé y Salas. La selección chilena había clasificado a la competición por primera vez desde 1982, y Canal 13 fue una de las estaciones con los derechos de transmisión televisiva en Chile, por lo que también preparó programas especiales con motivo de la Copa Mundial, que también incluyeron al matinal Juntos se pasa mejor.
El primer episodio fue realizado el 8 de junio de 1998, y tuvo 5 capítulos emitidos en días lunes durante la celebración del campeonato, siendo su última versión el 6 de julio.

## Hechos notables
- Durante el episodio del 11 de marzo de 1996, la cantante y presentadora de televisión brasileña Xuxa es protagonista del ataque de risa más largo de la televisión chilena, a raíz de chistes tanto de los animadores como del humorista Felo. Cabe destacar que dicho episodio lanzó la fama al mencionado humorista. No obstante, esto también sirvió para terminar de limpiar la imagen de la cantante, la cual 5 años antes había sido vinculada a temas relacionados con supuesto "exorcismo" luego de que a un habitante de la ciudad de Antofagasta se le enredase un casette de la artista en el aparato de radio de su vehículo y este se escuchase al revés. [9]
- Durante el episodio del lunes 7 de abril de 1997, el futbolista argentino Diego Armando Maradona sufrió un problema con su presión sanguínea, por lo que debió ser trasladado a un hospital de Santiago tras el show.[10]
- Durante el episodio del lunes 7 de julio de 1997, fue invitado al programa el políglota libanés radicado en Brasil Ziad Fazah, quien decía hablar y escribir en 58 idiomas. La producción del espacio decidió invitar a varios hablantes nativos, embajadores de diversos países en Chile y personas con buen dominio de idiomas extranjeros, para poner a prueba al lingüista. Sucesivamente los invitados se fueron presentando, y cada uno dijo una frase en su idioma para ver si Fazah podía descifrarla. El políglota falló en varios de sus intentos, al tratar de traducir idiomas como el persa, el finés, el ruso, el chino, el griego y el hindi.[11][12][13]
- El episodio del lunes 10 de noviembre de 1997 contó con la participación estelar del mexicano Luis Miguel. Debido a que el artista prefería no salir del hotel donde se hospedaba en Santiago, el programa se realizó íntegramente desde ese lugar.[14] Dos años más tarde, Luis Miguel volvió a participar en Viva el lunes.
- En el episodio del lunes 20 de octubre de 1997, el políglota Ziad Fazah reconoció estar confundido y hablar apenas 4 idiomas, pero aceptó el desafío de realizar la misma prueba hecha en julio, la que tampoco fue mucho mejor. En el mismo episodio fue hecho una campaña a favor de los afectados por el Terremoto de Punitaqui, ocurrido 6 días antes. Al final del programa, ya se había recaudado $ 115.182.000 para la construcción de casas de emergencia, a través del aporte de empresas y de donaciones de $1000 por una línea 123 de Entel, la cual recibió más de 85 mil llamadas. El programa también abrió una cuenta en el Banco de Chile tras el gran interés del público por colaborar.[15]
- En un episodio, fue invitado el reconocido cantante chileno radicado en México Lucho Gatica, lo cual habría sido solicitado por otro invitado como fue el destacado actor egipcio Omar Sharif quien se encontraba de paso en Chile, se había declarado admirador de Gatica y también estaba de invitado. Así las cosas el emblemático locutor en off del programa Christian Gordon se convirtió en el manager del cantante durante el espacio, esto gracias al nexo que hizo el también locutor Patricio Esquivel, en ese entonces director de Radio Aurora, emisora donde Gordon también trabajaba.
- El programa varias veces se transmitió en otros países, como el 27 de marzo de 2000 cuando se realizó desde la ciudad de Buenos Aires, Argentina, con motivo del partido entre las selecciones de fútbol de Chile y Argentina. En esa oportunidad estuvo de invitada la cantante estadounidense Christina Aguilera, quien además bailó «La peineta» con Kike Morandé.
- En el último episodio del espacio, el 29 de enero de 2001, cuando Kike Morandé se despide de los camarografos, posteriormente se muestra un enfoque de la cámara de la UOCT ubicada en la intersección de las Avenidas Matta y Vicuña Mackenna en el límite de las comunas de Santiago Centro y Ñuñoa, lo cual se tomó como un presagio o un indicio de que el mencionado presentador emigraría a Megavisión, puesto que dicha esquina está próxima a las instalaciones de dicho canal. Sin embargo, meses antes, el informativo Meganoticias de la mencionada estación, ya había efectuado una nota con entrevista a Morandé anunciando su próxima llegada a esa señal.
- Casi todas las reuniones del equipo posteriores al programa, se efectuaban en el concurrido restaurante Tip y Tap ubicado en plena Avenida Las Condes de la comuna homónima.
- El 5 de febrero de 2001 se realizó un especial, sin público, recordando lo mejor de la trayectoria de Gonzalo Bertrán en televisión. Formalmente, este es el último capítulo del estelar.
- La marca Samsung, durante todas las temporadas de principio a fin, fue el único auspiciador del programa (al igual como sucedió con su antecesor Martes 13 cuyo único auspicio fue la marca Nescafé), sin embargo, la empresa de telecomunicaciones Entel también colaboró con el espacio en los concursos telefónicos a los cuales el público podía acceder a participar, esto último se debió quizás a la estrecha relación que hubo entre esa compañía y el canal, puesto que Entel auspiciaba buena parte de la programación de la estación incluyendo el noticiero central Teletrece.

## Patrocinador
- Samsung (1995-2001)